# Ощепково (Свердловская область)
Ощепково — село в Режевском городском округе Свердловской области, Россия.

## География
Село Ощепково муниципального образования «Режевского городского округа» расположено в 13 километрах (по автотрассе в 15 километрах) к северу от города Реж, на левом берегу реки Реж, в 1,5 километрах ниже села Глинское, ниже по течению реки расположена деревня Чепчугово. 

## Население
| 2002 | 2010 | 2021 |
| ---- | ---- | ---- |
| 196  | ↘159 | ↗216 |